# La defensora
La defensora es una serie de televisión de drama judicial argentina de 13 capítulos ganadora del Plan Operativo de Promoción y Fomento de Contenidos Audiovisuales Digitales, impulsado por el Consejo Asesor del Sistema Argentino de TV Digital Terrestre (SATVD-T).
La serie está producida por Héctor Olivera para Aries Cinematográfica Argentina, con guion basado en una idea original suya, escrita por Graciela Maglie y Fernando Mateo y dirigida por Alberto Lecchi.  De este modo, el equipo creador y realizador de Nueve Lunas, volvió a reunirse para la realización de uno de los proyectos ganadores del concurso organizado por el Consejo Asesor del Sistema Argentino de TV Digital Terrestre.
Está protagonizado por Virginia Innocenti, Luis Machín y la participación de Adrián Navarro. Su primera emisión fue el 6 de marzo de 2012 a las 22:30 (UTC -3). Esta miniserie se trasmitió de lunes a viernes en la pantalla de la TV Pública Digital.

## Sinopsis
La miniserie trata sobre una Defensora de Menores e Incapaces, que no solo resuelve los problemas de sus defendidos – entre otros, niños de la calle y adolescentes maltratadas y vejadas- sino que también cuenta la relación entre todos los personajes implicados en la historia.

## Elenco y Personajes
- Virginia Innocenti como Sofía Méndez.
- Luis Machín como Dr. Rafael Sartori.
- Adrián Navarro como Ignacio.
- Magela Zanotta como Laura.
- Rodrigo Noya como Ovidio Peralta.
- Iván Espeche como Arturo Valle.
- Juan Vitali
- Juan Palomino

## Participaciones
- Nicolás Goldschmidt
- Néstor Zacco

## Recepción
En su primer capítulo, midió 2.7 puntos, es decir, que tuvo un buen debut (según IBOPE).
En las 13 emisiones que duró el programa, la ficción protagonizada por Virginia Innocenti promedió 1.2 puntos. Su medición más alta la cosechó en su debut cuando alcanzó 2.7 puntos y su marca más baja la conoció el 22 de marzo cuando midió 0.4 puntos.

## Ficha técnica
- Federico Rivarés: Director de Fotografía.
- Osvaldo Monten: Director Musical.
- Mario Faroni: Director de Producción.
- Rodrigo Pi Garau: Asistente de Producción.
- Laura Pereíra: Ayudante de Producción.
- Lucía Sidelnik: Meritoria de Producción.
- Luis Fontal: Meritorio de Producción.
- María José Priere: Jefa de Locaciones.
- Valeria Frojan: Ayudante de Locaciones.
- Andrea Ganassa: Asistente de Dirección.
- Marcela Sáenz: Editora.
- Celeste Maidana: Asistente de Edición.
- Marcela Bazzano: Escenógrafa.
- Sofía vicini Monja: Asistente de Escenografía.
- Virginia Giménez: Ayudante de Escenografía.
- Santiago Lozano: Utilería.
- Damián Beltrán: Ayudante de Utilero.
- Soledad Pini: Vestuarista.
- Cristina Calo: Asistente de Vestuario.
- Luisa Pini: Meritoria de Vestuario.
- Verónica Sabatini: Maquilladora.